# Operación Fork
La invasión de Islandia, también conocida por su nombre código Operación Fork (literalmente Operación Tenedor), fue una operación militar anglo-canadiense conducida por la Marina Real Británica y los Reales Marines el 10 de mayo de 1940 durante la Segunda Guerra Mundial para ocupar Islandia.
Inicialmente ejecutada por marines británicos para evitar que Alemania tome posesión de la isla, la fuerza de ocupación fue reforzada a lo largo de la guerra por elementos del ejército y tropas canadienses, y, en 1941, fue totalmente relevada por fuerzas de los Estados Unidos.

## Antecedentes

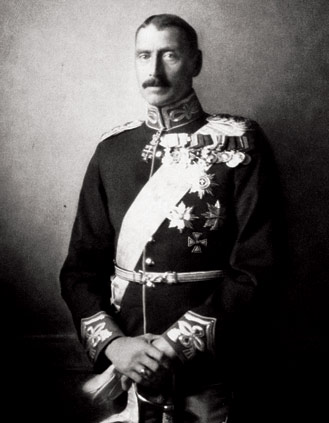
El rey Cristian X de Dinamarca fue mencionado por la revista Time como «menos impopular en Islandia de lo que cualquier rey danés lo ha sido nunca».

En 1918, después de un largo período bajo soberanía de Dinamarca, Islandia finalmente se convirtió en un Estado independiente en unión personal con Dinamarca y con un manejo común en la política exterior. El recién nacido Reino de Islandia se declaró país neutral y carecía de ejército. De acuerdo con el Acta de Unión entre Dinamarca e Islandia, el tratado podría ser sometido a una revisión a partir de 1941, y ser terminado, incluso de forma unilateral, tres años después de llegarse a un acuerdo. Antes de 1928, todos los partidos políticos de Islandia estaban de acuerdo en poner fin a la unión personal lo antes posible.
Durante la Segunda Guerra Mundial, el 9 de abril de 1940, las fuerzas del Eje ejecutaron la Operación Weserübung invadiendo tanto Noruega como Dinamarca. En menos de un día, Dinamarca fue sometida y ocupada. El mismo día, el Gobierno británico envió un mensaje al Gobierno de Islandia, que indicaba que el Reino Unido estaba dispuesta a ayudar a Islandia en el mantenimiento de su independencia, pero requeriría colocar instalaciones en la isla para hacerlo. Islandia fue invitada a unirse a la guerra como beligerante y aliado, pero rechazó la propuesta reafirmando su neutralidad. Al día siguiente, el 10 de abril, el Parlamento islandés, declaró al rey Cristian X de Dinamarca como incapaz de llevar a cabo sus funciones constitucionales y las asignaron al Gobierno junto con todas las otras responsabilidades realizadas anteriormente por Dinamarca en nombre de Islandia. El 12 de abril, mediante la Operación de San Valentín, los británicos ocuparon las islas Feroe, bajo soberanía de Dinamarca. Después de la invasión alemana de Dinamarca y Noruega, el Gobierno británico se preocupó cada vez más de que Alemania no tratase de establecer una presencia militar en Islandia. A su juicio, esto constituiría una amenaza intolerable para el control británico sobre el Atlántico Norte. Asimismo, los británicos estaban ansiosos por obtener bases en Islandia para fortalecer la Patrulla del Norte.

## Planificación

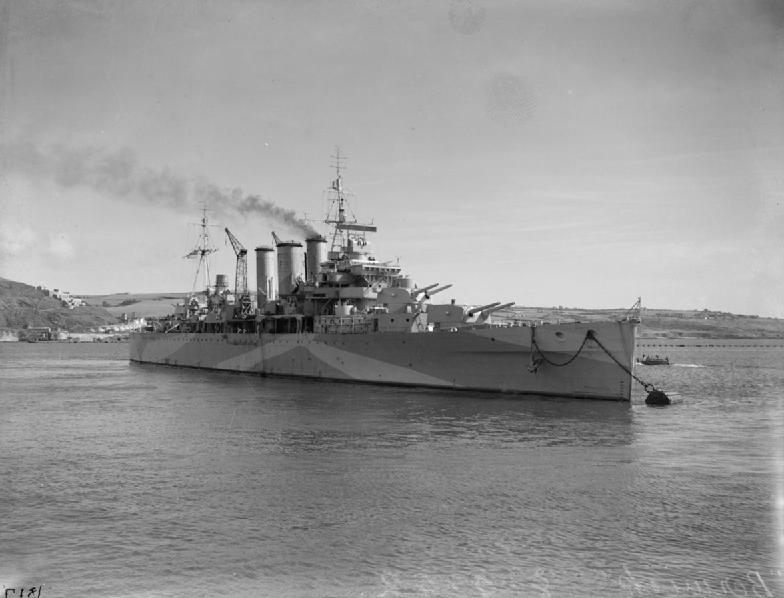
El HMS Berwick fue el barco que comandó la operación.

A medida que la situación militar se deterioraba en Noruega, el Ministerio de Marina llegó a la conclusión de que el Reino Unido ya no podría prescindir de colocar bases en Islandia. El 6 de mayo, Winston Churchill presentó el caso al Gabinete de Guerra. Churchill sostuvo que intentar negociar de nuevo con el Gobierno de Islandia llevaría a los alemanes a aprender de ellos y actuar primero. Una solución más segura y eficaz era desembarcar sin previo aviso y presentar la situación ante el Gobierno islandés como un hecho consumado. El Consejo de Ministros aprobó el plan.
La operación fue organizada a toda prisa y sin previo aviso. Gran parte de la planificación operativa se llevó a cabo en el camino. La fuerza se suministró con unos mapas, la mayoría de baja calidad, con uno de ellos habiendo sido sacado de memoria. Nadie en la expedición era completamente fluido en la lengua islandesa.
El plan británico era aterrizar todas sus fuerzas en Reikiavik, aplastando cualquier resistencia local. Para contrarrestar cualquier intento de contraataque alemán por mar, asegurarían el puerto y desviarían tropas por tierra hacia la cercana Hvalfjörður. Los británicos también estaban preocupados de que los alemanes podrían transportar tropas por avión, como lo habían hecho con gran éxito en su campaña de Noruega. Para protegerse contra esto, las tropas conducirían al este de las pistas de aterrizaje en Sandskeið y Kaldaðarnes. Por último, las tropas serían enviadas por tierra hasta el puerto de Akureyri y la pista de aterrizaje en Melgerði, en el norte del país.

## Operación Fork

### Fuerza Sturges
El 3 de mayo de 1940, el Segundo Batallón de la Marina Real británica en Bisley, Surrey, recibió órdenes de Londres para estar preparado para un preaviso de dos horas con destino desconocido. El batallón solo se había activado el mes anterior. Aunque había un núcleo de oficiales en servicio activo, los soldados eran nuevos reclutas entrenados y solo parcialmente. Había una escasez de armas, que consistían solamente de fusiles, pistolas y bayonetas, mientras que 50 de los marines acababan de recibir sus rifles y no habían tenido la oportunidad de disparar con ellos. El 4 de mayo, el batallón recibió un modesto equipo adicional en forma de ametralladoras Bren ligeras, armas antitanque, etc. Sin tiempo que perder, la reducción a cero de las armas de fuego y la familiarización inicial tendría que ser llevada a cabo en el mar.
El coronel Robert Sturges fue asignado para comandar la fuerza. De 49 años, había sido un miembro muy respetado en la Primera Guerra Mundial, después de haber luchado en las batallas de Gallipoli y la Jutlandia. Fue acompañado por un pequeño destacamento de inteligencia con el general Humphrey Quill y una misión diplomática encabezada por Charles Howard Smith. Exceptuando a estos últimos, la fuerza de invasión constaba de 746 efectivos.

### Invasión
La operación inició en la mañana del 10 de mayo de 1940 cuando la fuerza expedicionaria británica entró en la bahía de Reikiavik, capital de la neutral Islandia. Al no enfrentar resistencia alguna, las tropas se movieron rápidamente para inhabilitar redes de comunicaciones, asegurar localizaciones estratégicas y arrestar a ciudadanos alemanes. Utilizando medios locales de transporte las tropas avanzaron a Hvalfjörður, Kaldaðarnes, Sandskeiði y Akranes para asegurar áreas de desembarco contra la posibilidad de un contraataque alemán. En los días siguientes, equipo de defensa antiaéreo fue desplegado en Reikiavik y algunos contingentes de tropas fueron mandadas a Akureyri.
Al mediodía del 10 de mayo, el Gobierno de Islandia levantó una protesta, alegando que la neutralidad de Islandia había sido «violada» y «su independencia infringida» y que esperarían una compensación por todo el daño hecho, aunque siguieron manteniendo su política de neutralidad. Los británicos prometieron una compensación, acuerdos de negocios favorables, no interferencia en las políticas islandesas y la retirada de todas las tropas al término de la guerra. Resignándose ante la situación, las autoridades islandesas le dieron a las fuerzas invasoras una cooperación de facto.

## Ocupación de Islandia
Las fuerzas británicas comenzaron a operar en Reikiavik armando guardia en la oficina postal y colocaron un afiche en la puerta que decía en islandés (mal escrito) que fuerzas británicas estaban ocupando la ciudad y pedían la cooperación de la población para lidiar con los alemanes que estaban allí. Las oficinas del servicio de telecomunicaciones, la radio pública y la oficina meteorológica fueron puestas rápidamente bajo control británico para prevenir que las noticias sobre la invasión lleguen a Berlín.
Las fuerzas británicas, limitadas en número, se vieron obligadas a sobre extenderse para poder cubrir el territorio de la escarpada isla. Pocos días después de la invasión, el 19 de mayo, las tropas del 2º Batallón fueron relevadas y para fines de junio la guarnición ya contaba con más refuerzos provenientes del 4º Regimiento del Ejército. A esto se les sumó una fuerza canadiense en octubre del mismo año, pero pocos meses después esta fue trasladada nuevamente al Reino Unido. El último refuerzo a la guarnición británica en la isla llegó en junio de 1941, haciendo que la fuerza estacionada en Islandia llegara a los 25.000 soldados.
El grueso de las fuerzas británicas fue reemplazado gradualmente por marines estadounidenses a partir de junio de 1941, y completamente por unidades del ejército luego de la declaración de guerra contra Alemania en diciembre.

## Consecuencias
Aunque la principal motivación detrás de la invasión británica de Islandia fue la de prevenir una invasión alemana, Hitler tenía muy pocas intenciones de hacerlo. Solo cuando el Reino Unido dio el primer paso se presentaron planes reales en el alto mando alemán para tomar la isla bajo el nombre de Operación Ícaro, pero debido a problemas logísticos este plan nunca se llevó a cabo.